# Гипонитрит натрия
Гипонитрит натрия — неорганическое соединение, соль щелочного металла натрия и азотноватистой кислоты с формулой Na2N2O2, 
бесцветные кристаллы, 
растворимые в воде,
образует кристаллогидраты.

## Получение
- Окисление концентрированного раствора гидроксиламина нитритом натрия в щелочной среде:

{\displaystyle {\mathsf {NH_{2}OH+NaNO_{2}+NaOH\ {\xrightarrow {}}\ Na_{2}N_{2}O_{2}+2H_{2}O}}}
- Нейтрализация щёлочью азотноватистой кислоты:

{\displaystyle {\mathsf {H_{2}N_{2}O_{2}+2NaOH\ {\xrightarrow {}}\ Na_{2}N_{2}O_{2}+2H_{2}O}}}
- Восстановление спиртового раствора нитрита натрия амальгамой натрия:

{\displaystyle {\mathsf {2NaNO_{2}+4Na(Hg)+2H_{2}O\ {\xrightarrow {}}\ Na_{2}N_{2}O_{2}+4NaOH}}}

## Физические свойства
Гипонитрит натрия образует бесцветные кристаллы, хорошо растворимые в холодной воде и не растворимые в этаноле.
Водный раствор из-за гидролиза по аниону имеет щелочную реакцию.
Анион имеет транс-конфигурацию.
В зависимости от условий кристаллизации образует кристаллогидраты, содержащие до 9 молекул воды.

## Химические свойства
- При нагревании разлагается:

{\displaystyle {\mathsf {4Na_{2}N_{2}O_{2}\ {\xrightarrow {335^{o}C}}\ 3N_{2}+NaNO_{2}+NaNO_{3}+3Na_{2}O}}}
- Разлагается концентрированной соляной кислотой:

{\displaystyle {\mathsf {Na_{2}N_{2}O_{2}+2HCl\ {\xrightarrow {100^{o}C}}\ 2NaCl+N_{2}O\uparrow +H_{2}O}}}
- При пропускании хлористого водорода через охлаждённый эфирный раствор гипонитрита натрия можно получить азотноватистую кислоту:

{\displaystyle {\mathsf {Na_{2}N_{2}O_{2}+2HCl\ {\xrightarrow {0^{o}C}}\ H_{2}N_{2}O_{2}+2NaCl}}}
- Восстанавливается атомарным водородом до гидроксиламина:

{\displaystyle {\mathsf {Na_{2}N_{2}O_{2}+4H_{(Zn,NaOH)}^{o}+2H_{2}O\ {\xrightarrow {}}\ 2NH_{2}OH+2NaOH}}}
- Окисляется иодом и перманганатом калия при нагревании:

{\displaystyle {\mathsf {Na_{2}N_{2}O_{2}+3I_{2}+3H_{2}O\ \xrightarrow {t} \ NaNO_{3}+NaNO_{2}+6HI}}}
{\displaystyle {\mathsf {3Na_{2}N_{2}O_{2}+4H_{2}O+8KMnO_{4}\ \xrightarrow {100^{o}C} \ 6NaNO_{3}+8MnO_{2}+8KOH}}}
- Вступает в обменные реакции:

{\displaystyle {\mathsf {Na_{2}N_{2}O_{2}+2AgNO_{3}\ {\xrightarrow {}}\ Ag_{2}N_{2}O_{2}\downarrow +2NaNO_{3}}}}
- Реагирует с углекислым газом[1]:

{\displaystyle {\mathsf {Na_{2}N_{2}O_{2}+CO_{2}\ \xrightarrow {250-350^{o}C} \ Na_{2}CO_{3}+N_{2}O\uparrow }}}